# Videm pri Temenici
Videm pri Temenici este o localitate din comuna Ivančna Gorica, Slovenia, cu o populație de 8 locuitori.